# لورنس فريمان
لورنس فريمان (بالإنجليزية: Laurence Freeman)‏ هو راهب بريطاني، ولد في 17 يوليو 1951 في إنجلترا في المملكة المتحدة.